# Helmoldo de Bosau
Helmoldo de Bosau (Goslar, ~1120 - Bosau, después de 1177) fue un historiador sajón del siglo XII, sacerdote en Bosau cerca de Plön. Fue amigo de los arzobispos de Oldenburg in Holstein, Vicelino (fallecido en 1154) y Geroldo (fallecido en 1163), figuras importantes en la cristianización de los Eslavos polabios.
Creció en Holstein y recibió instrucción en Brunswick de Geroldo, futuro obispo de Oldenburgo (1139–42). Más tarde bajo la dirección de Vicelino llevó el evangelio a los wendos. Llegó a diácono en 1150 y a sacerdote en 1156 en Bosau. En su Chronica Slavorum, describe la conversión de los pueblos eslavos polabios desde Carlomagno (~800) hasta 1171. El propósito de esta crónica es demostrar cómo el cristianismo y la nacionalidad germana fueron ganando adeptos entre los wendos. Como testigo visual, aporta una clara descripción en latín de las misiones de Vicelino. La obra se divide en dos partes: la primera se cierra alrededor de 1168 y la segunda continúa hasta 1171, aunque se fue escribiendo a partir de 1172.
Helmoldo, como historiador crítico, criticó la cruzada de los wendos de Enrique el León por perseguir únicamente fines económicos y no fijarse en llevar el cristianismo a los pueblos eslavos. 
Helmoldo dedicó la última parte de su vida al estudio del primer periodo de Adán de Bremen, a Willehado, a San Óscar y probablemente también a Vicelino, pero muchos de sus escritos se han perdido o no se pueden leer bien. De todos modos, se le considera uno de los más grandes historiadores de su época. 